# Oktavio von Boehn
Octavio Philipp von Boehn (né le 29 janvier 1824 à Klein Silkow, arrondissement de Stolp et mort le 30 juillet 1899 à Berlin) est un général d'infanterie prussien.

## Biographie

### Origine
Oktavio était le fils de Ferdinand von Boehn (1786-1863) et de sa femme Philippine, née von Eckard (1789-1871). Son père est seigneur de Groß- et Klein-Silkow ainsi que lieutenant. Le dernier lieutenant-général prussien Julius von Boehn (1820-1893) est son frère aîné.

### Carrière militaire
Boehn est élevé dans la maison de ses parents et intègre le 19 octobre 1840 comme mousquetaire le 9e régiment d'infanterie de l'armée prussienne à Stettin. Il est promu lieutenant secondaire à la mi-août 1841 et termine l'école générale de Guerre de la mi-octobre 1847 à la mi-mars 1848 pour poursuivre sa formation. À partir de février 1850, il est adjudant du 1er bataillon du 25e régiment d'infanterie (de) et devient premier lieutenant à la fin du mois. Boehn est promu capitaine le 1er janvier. En janvier 1858, il est transféré au 2e régiment de grenadiers de la Garde et nommé fin juin 1859 d'abord chef de la 11e compagnie, puis mi-juin 1860 chef de la 1re compagnie.
En tant que major et commandant du 1er bataillon, il prend part à la guerre contre l'Autriche en 1866 et reçoit l'ordre Pour le Mérite pour son action. Après la guerre, il est transféré fin février 1867 dans le 1er régiment à pied de la Garde et peu après, il est nommé commandant du 1er bataillon. Le 21 février 1868, il est agrégé au régiment et nommé commandant du bataillon d'instruction d'infanterie. Dans cette position, Boehn est promu lieutenant-colonel fin mars 1868. Pour la durée de la mobilisation à l'occasion de la guerre contre la France, il reçoit le 18 juillet 1870 le commandement du 2e régiment de grenadiers de la Garde et est blessé lors de la bataille de Saint-Privat. Après son rétablissement, il est nommé au commandement du 1er régiment à pied de la Garde, promu colonel le 18 janvier 1871 et nommé deux mois plus tard commandant du régiment. Le 12 décembre 1874, il est d'abord chargé de la direction de la 2e brigade d'infanterie de la Garde et, le 18 janvier 1875, Boehn devient major général et commandant de cette grande unité. Sa demande de départ ayant été rejetée, il est transféré le 11 mars 1876 aux officiers de l'armée et nommé le 13 mars 1877 commandant de la 58e brigade d'infanterie à Mulhouse. À la mi-décembre 1880, il reçoit le commandement de la 21e division d'infanterie, devient lieutenant-général commandant de cette division le 30 mars 1881 et est nommé général commandant du 6e corps d'armée. Le 23 avril 1888, Boehn est promu général d'infanterie. Le 12 janvier 1889, il est mis à disposition avec une pension et en même temps à la suite du 2e régiment de grenadiers de la Garde.

### Famille
Il se marie avec Gabriele comtesse de Lippe-Biesterfeld-Weißenfeld (1827-1863) à Baruth le 2 juin 1852. Après sa mort, Boehn se marie le 30 mars 1868 à Darmstadt avec Marie baronne Löw von und zu Steinfurth (de) (1839-1914). Les enfants suivants sont issus des mariages :
- Gertrude (1854-1879)
- Margarete (née en 1861) mariée en 1881 avec Arthur von Müller, lieutenant-colonel prussien
- Oktavie (1869-1945) mariée en 1898 avec Hermann von der Lancken (de) (1855-1931), lieutenant général prussien
- Dorothée (née en 1876)